# Jens Bratlie

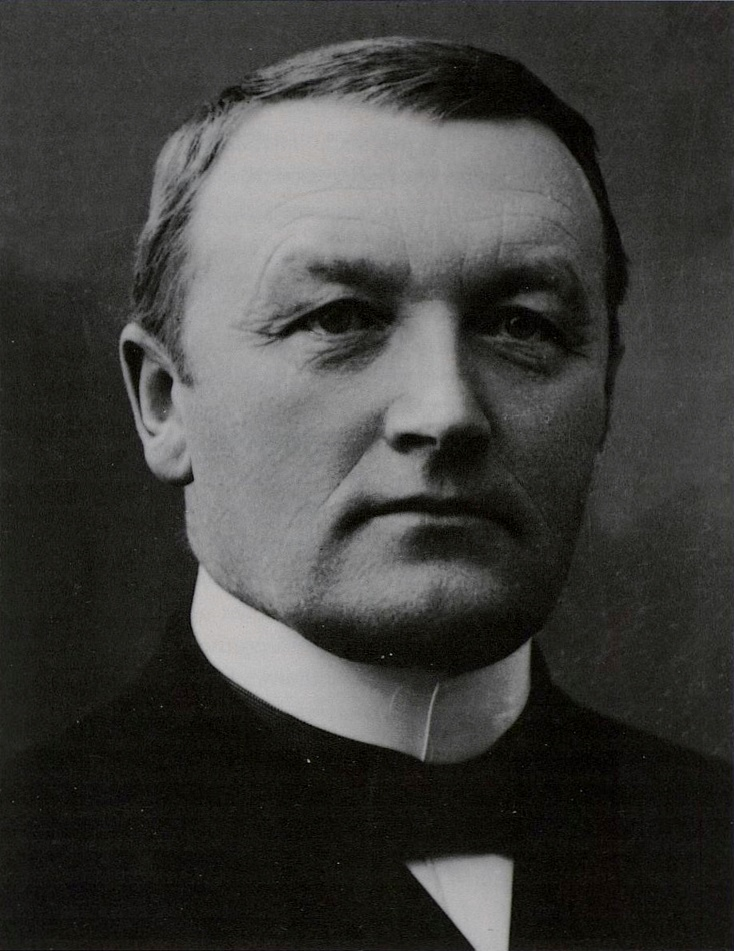

Jens Kristian Meinich Bratlie (* 17. Januar 1856 in Nordre Land, Oppland; † 15. September 1939 in Oslo) war ein norwegischer Jurist, Offizier und konservativer Politiker.
Bratlie wurde 1901 erstmals in das Storting gewählt und amtierte von 1906 bis 1909 als Präsident des Odelsting und von 1910 bis 1912 als Parlamentspräsident. Er war Vorsitzender der konservativen Partei Høyre von 1911 bis 1919 und norwegischer Ministerpräsident sowie Kriegs- und Budgetminister von 20. Februar 1912 bis 31. Januar 1913.
1910 wurde Bratlie mit dem Sankt-Olav-Orden (Komtur mit Stern) ausgezeichnet. Er war auch Träger des Dannebrogordens und des Wasaordens.